# Мояль, Коби
Коби Мояль (ивр. קובי מויאל‎; 12 июля 1987, Маале-Адумим, Израиль) — израильский футболист, полузащитник.

## Карьера

### Клубная
Футбольную карьеру Коби начал в израильском клубе «Бейтар» (Иерусалим). В августе 2013 года перешёл в тираспольский «Шериф». По сообщению израильского портала Walla!, контракт подписан на 2 года, а заработная плата составила 300 тысяч евро в год. В сезоне 2013/14 вместе с командой пробился в групповой этап Лиги Европы. В составе «Шерифа» стал чемпионом Молдавии сезона 2013/14. Практически сразу после этого Коби покинул стан молдавской команды, его контракт по системе «1+1» завершился, и стороны не стали его продлевать. В июле 2014 года подписал контракт с «Маккаби» Хайфа.

### В сборной
Летом 2014 года Мояль получил первый вызов в сборную Израиля — на товарищеские матчи со сборными Мексики и Гондураса. Дебютировал в национальной команде 2 июня, выйдя на 81 минуте на замену в матче против Гондураса.

## Достижения
Бейтар
- Чемпион Израиля (1): 2006/07
- Обладатель Кубка израильской лиги (Кубка Тото) (1): 2009/10

Шериф
- Чемпион Молдавии (1): 2013/14